# كلارنس إي. سوتون
كلارنس إي. سوتون (بالإنجليزية: Clarence E. Sutton)‏ هو عسكري أمريكي، ولد في 18 فبراير 1871 في أوربانا في الولايات المتحدة، وتوفي في 9 أكتوبر 1916.

## معرض صور

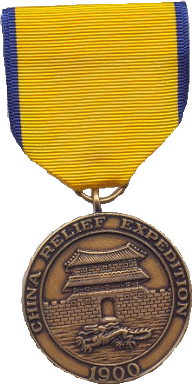
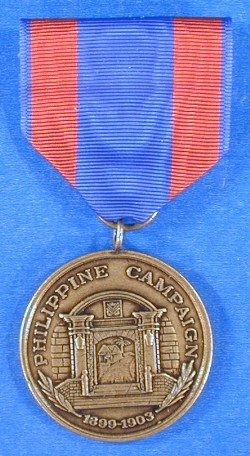
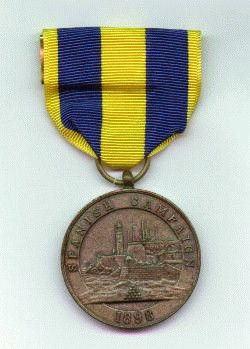